# Ekwele della Guinea Equatoriale
L'ekwele o ekuele è stata la valuta della Guinea Equatoriale tra il 1975 e il 1985. Sebbene fosse ufficialmente suddiviso in 100 centimos, nessuna frazione è mai stata emessa. Il nome ekuele (invariato al plurale) fu usato fino al 1979, mentre ekwele (plurale: bipkwele) fu usato dopo tale data.
L'ekuele sostituì la peseta guineana alla pari, mentre l'ekuele fu rimpiazzato dal franco CFA (scritto franco sulle monete e sulle banconote della Guinea Equatoriale) al cambio di 1 franco = 4 bipkwele.

## Monete
Le prime monete furono emesse nel 1975 in tagli da 1, 5 e 10 ekuele. Nel 1980 e nel 1981 vennero emesse monete da 1 ekwele, 5, 25 e 50 bipkwele. Questa seconda emissione venne prodotta in quantità inferiore rispetto alla prima, motivo per cui queste monete sono considerevolmente più rare oggi.

## Banconote
Il "Banco Popular" emise banconote in tagli dai 25 ai 1 000 ekuele nel 1975. Nel 1979 il "Banco de Guinea Ecuatorial" assunse il controllo sulla produzione di carta moneta ed emise banconote in tagli dai 100 ai 5 000 bipkwele.